# چارلز اچ. گیبسون
چارلز اچ. گیبسون (به انگلیسی: Charles H. Gibson) سناتور سابق عضو حزب دموکرات ایالات متحده آمریکا بود. وی در سال ۱۸۹۱ تا ۱۸۹۷ میلادی سناتور ایالت مریلند در سنای ایالات متحده آمریکا بود.